# Kerry Emanuel
Kerry Emanuel é um professor estado-unidense de meteorologia atualmente trabalhando no Instituto Tecnológico de Massachusetts em Boston. Seu trabalho em física da atmosfera é bem respeitado na comunidade meteorológica. Em particular, ele tem se especializado em convecção atmosférica e nos mecanismos que agem na intensificação de ciclones tropicais.
Em 2006, ele foi incluído na lista de as 100 pessoas mais influentes do mundo.